# Lola B06/10

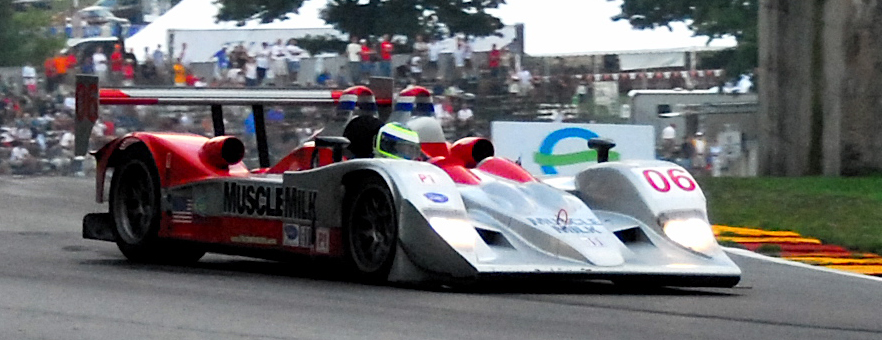
La Lola B06/10 de l'écurie Cytosport au Generac 500 en 2007.

La Lola B06/10 est une voiture de course homologuée pour courir dans la catégorie Le Mans Prototype de l'Automobile Club de l'Ouest. Elle est développée par Lola Cars et destinée à courir aux 24 Heures du Mans, en American Le Mans Series et en Le Mans Series. Elle est développée en 2006 pour remplacer la Lola B05/40, ainsi que la MG-Lola EX257. Son design ainsi qu'une grande partie de sa mécanique s'appuient sur la Lola B05/40, développée un an plus tôt pour la catégorie LMP2.

## Conception
Grâce aux similitude des nouveaux règlements des catégories LMP1 et LMP2, Lola réussit à développer un tout nouveau prototype LMP1 basé sur le modèle B05/40 déjà présent en LMP2. Partant d'un design fortement inspiré de la MG-Lola EX257, la B06/10 permet à Lola de repenser le système de refroidissement atmosphérique ainsi que de prendre en charge des moteurs plus volumineux et turbocompressés.
Le nez de la B06/10 restant quasi identique à celui de la B05/40, la différence la plus remarquable reste la taille des conduits d'aération. En lieu et place des conduits NACA, les grandes ouvertures carrées permettent de laisser entrer plus d'air, même si cela modifie l'aérodynamique. Les flancs du véhicule laissent aussi la place à de larges ouvertures pour alimenter les radiateurs, tandis que des bouches d'aération supplémentaires permettent l'évacuation de la chaleur et du surplus d'air. À la différence de la B05/40, les entrées d'air dédiées au turbocompresseurs de la B06/10 sont déplacées du cockpit vers les roues arrière, en partie parce que deux entrées sont nécessaires, contre une seule pour la B05/40.
La B06/10 est conçue à l'origine pour accueillir deux moteurs : le V8 P32T double turbocompresseur de 3,6 litres développé par Advanced Engine Research (AER), ou le Judd GV5, un moteur V10 atmosphérique de 5 litres. Alors que le second n'a pas été mis en place, une version améliorée GV5.5 S2, V10 de 5.5 litres est incorporé par Charouz Racing Systems en 2007. L'écurie Swiss Spirit s'est quant à elle appuyée, avec l'aide d'Audi Sport, sur un moteur Audi V8 bi-turbo de 3.6 litres pour la saison 2007.

### Modifications

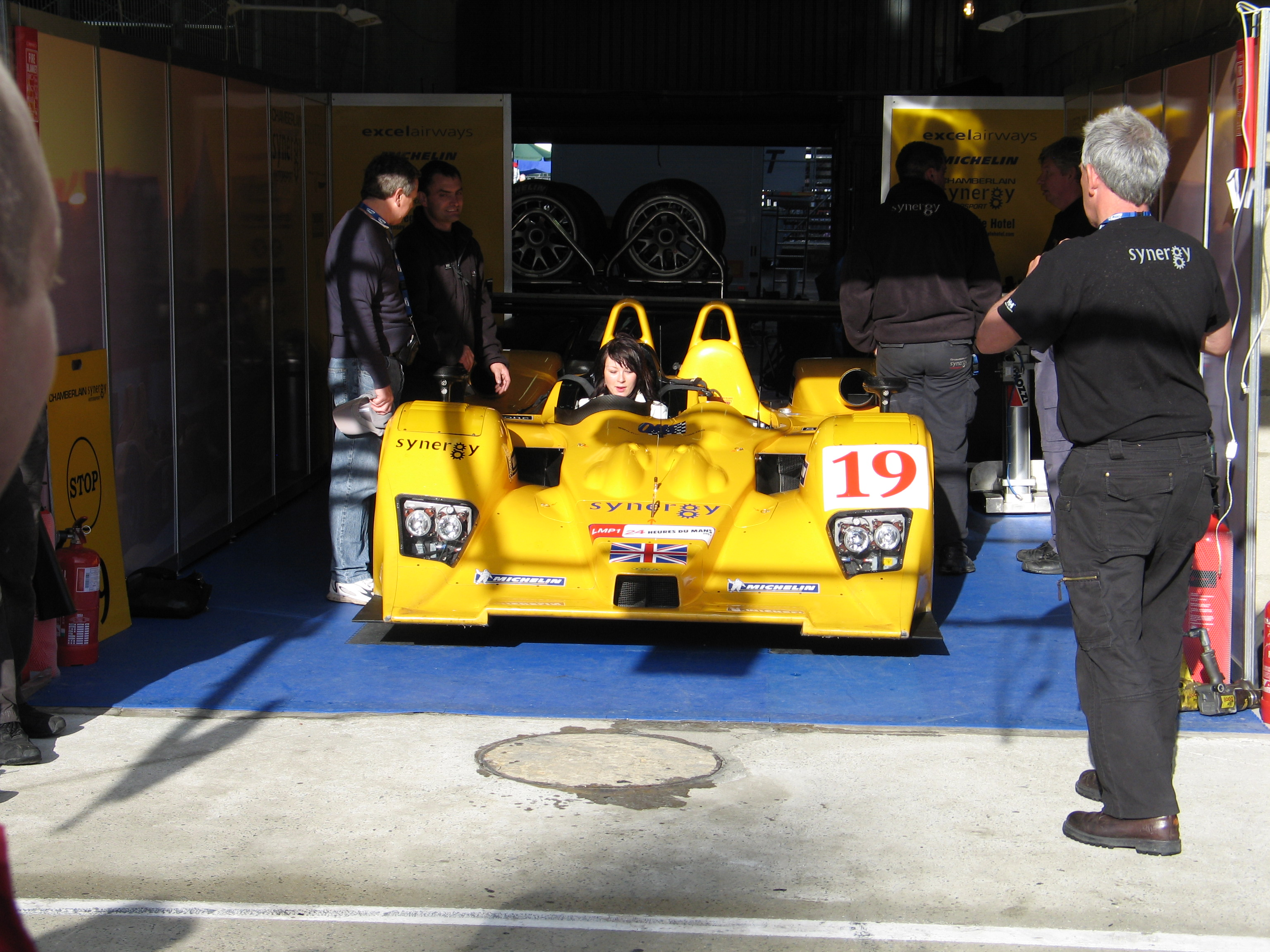
La Lola B06/10 de Chamberlain Synergy Motorsport aux 24 Heures du Mans 2007, montrant les améliorations aérodynamiques au niveau du nez.

Comme la B05/40, la B06/10 fait l'objet de plusieurs améliorations de la part de Lola. En 2007, pour améliorer l'aérodynamique, les deux conduits placés entre les ailes et le nez sont remplacés par un seul, tout en relevant légèrement le nez. Certaines des modifications reçoivent l'appellation B07/10 pour les différencier des anciennes B06/10. Certaines modifications mineures sont aussi effectuées par Swiss Spirit afin d'incorporer le V8 Audi.

## Palmarès en course
En 2006, deux écuries font l'acquisition de trois B06/10. Dyson Racing fait courir deux d'entre-elles en American Le Mans Series (ALMS), tandis que Chamberlain Synergy Motorsport inscrit la dernière en Le Mans Series ainsi qu'aux 24 Heures du Mans. Les prototypes à moteur AER de Dyson Racing ont quelques difficultés en ALMS, ne remportant finalement aucune victoire et terminant deuxième derrière la Audi R10 TDI. Chamberlain Synergy Motorsport obtiend des résultats similaires, se classant deuxième en Le Mans Series, sans aucune victoire, battue par l'écurie Pescarolo Sport. En 2007, Dyson Racing vend ses deux B06/10, l'une à Cytosport, la seconde à Velocity Motorsports, qui la cédera à Intersport Racing pour les deux dernières courses de la saison ALMS.
Chamberlain-Synergy, de son côté, conserve sa voiture et est rejoint en Le Mans Series et pour les 24 Heures du Mans par Charouz Racing Systems (avec un prototype motorisé par Judd) et par Swiss Spirit (motorisé par Audi).
En 2008, une partie des B06/10 sont remisées. Swiss Spirit abandonne leur utilisation après la saison 2007 en Le Mans Series. Charouz fait entrer la Lola B08/80 pour la saison 2008 des Le Mans Series et n’utilise sa B06/10 qu'aux 24 Heures du Mans. Chamberlain Synergy Motorsport continue de faire courir sa Lola aux Le Mans Series, mais ne marque aucun point. Elle est vendue à une équipe américaine : Autocon Motorsports. Avant le Petit Le Mans 2008, ils achètent le châssis de l'écurie Charouz, mais il se révèle inutilisable à la suite d'un accident de course. 
En 2009, seuls Autocon Motorsports et Intersport Racing utilisent encore les B06/10. Intersport se dote d'une nouvelle B06/10 en convertissant un ancien châssis de Lola B05/40 afin de participer en American Le Mans Series. 
En 2011, Autocon Motorsports ressuscite la B06/10 pour participer à la saison 2011 des American Le Mans Series. Cependant, l'écurie ne participe qu’à une partie de la saison, tout en collectionnant les dernières places en catégorie LMP1, mis à part lorsque d'autres équipes rencontrent des problèmes mécaniques.